# Polyphrix atlanticus
Polyphrix atlanticus là một loài tò vò trong họ Ichneumonidae.